# 基爾揚東戈區
基爾揚東戈區是非洲中部國家烏干達的一個區，位於西部區，首府是基爾揚東戈，海拔高度1,160米，距離首都坎帕拉約225公里，2002年人口187,700。

## 外部連結
- Kiryandongo District Homepage